# Méharicourt
Méharicourt település Franciaországban, Somme megyében. Lakosainak száma 551 fő (2022. január 1.). Méharicourt Fouquescourt, Lihons, Maucourt, Rosières-en-Santerre, Rouvroy-en-Santerre, Vrély és Warvillers községekkel határos.

## Népesség
A település népességének változása:
| Lakosok száma | 567  | 579  | 591  | 589  | 591  | 588  | 576  | 564  | 551  |
|               | 2013 | 2015 | 2016 | 2017 | 2018 | 2019 | 2020 | 2021 | 2022 |